# Lepanthopsis dewildei
Lepanthopsis dewildei är en orkidéart som beskrevs av Carlyle August Luer och Rodrigo Escobar. Lepanthopsis dewildei ingår i släktet Lepanthopsis och familjen orkidéer. Inga underarter finns listade i Catalogue of Life.